# 1387
1387 (MCCCLXXXVII) je bilo navadno leto, ki se je po julijanskem koledarju začelo na torek.

## Dogodki
- 1. januar

## Rojstva
Neznan datum
- János Hunyadi, ogrski vojskovodja, oče Matije Korvina  († 1456)

## Smrti
- 1. januar - Karel II., navarski kralj (* 1332)
- 6. januar - Peter IV., aragonski kralj (* 1319)
- 16. januar - Elizabeta Kotromanić, hčerka bosanskega bana, madžarska kraljica in regentinja, poljska kraljica (* 1340)
- 3. avgust - Olaf II., danski in norveški (IV.) kralj (* 1370)

Neznan datum
- Bassui Tokušo, japonski zen budistični menih (* 1327)
- Heinrich IV. Krapff, lavantinski škof
- Sajana, indijski hinduistični filozof in komentator Ved